# Phylicia Rashād

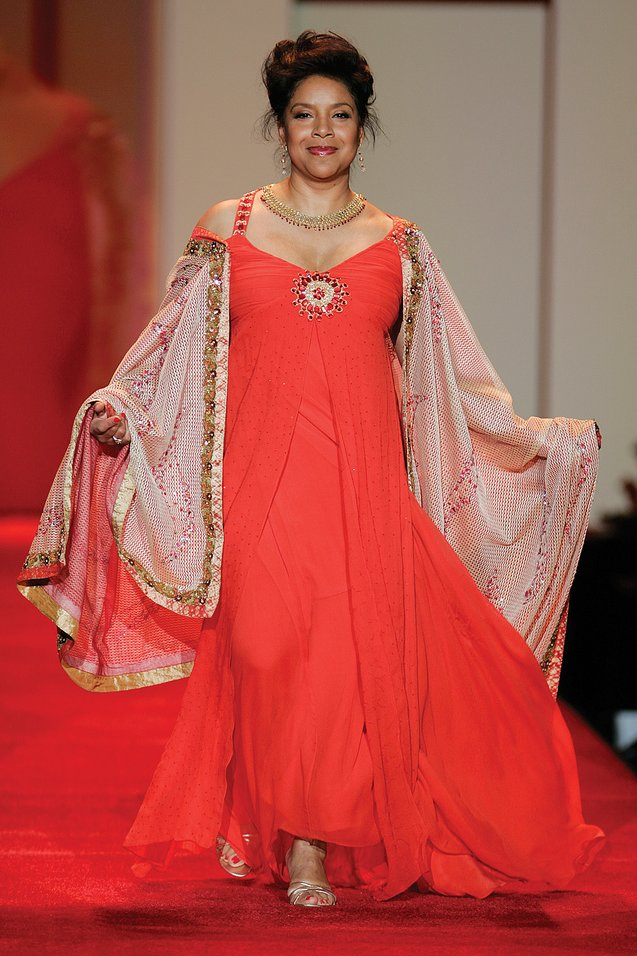
Phylicia Rashād bei der Red Dress Collection (2007)

Phylicia Rashād (* 19. Juni 1948 in Houston, Texas, als Phylicia Ayers-Allen) ist eine US-amerikanische Schauspielerin und Sängerin. Im deutschsprachigen Raum wurde sie insbesondere durch ihre Rolle der Claire Olivia Huxtable in der US-amerikanischen Sitcom Die Bill Cosby Show bekannt.

## Leben
Rashād wurde 2021 zur Dekanin des Chadwick A. Boseman College of Fine Arts der Howard University ernannt. Im August wurde bekannt, dass sie diese Stellung am Ende des akademischen Jahres 2023/2024 aufgeben werde. Sie hatte an der Universität ihren Bachelorabschluss gemacht und war als Gastdozentin an verschiedenen Universitäten tätig.
Seit Beginn der 1970er Jahre tritt Rashād als Schauspielerin für Film und Fernsehen in Erscheinung. Ihr Schaffen umfasst mehr als 80 Produktionen. Große Bekanntheit erlangte sie mit ihrer Hauptrolle in der Serie Die Bill Cosby Show, die sie von 1984 bis 1992 übernahm.

### Musik
Unter dem Namen Phylicia Allen brachte sie auf Neil Bogarts Label Casablanca Records 1978 das Album Josephine Superstar heraus, ein Tributealbum für Josephine Baker. Auf diesem Album coverte sie unter anderem den Hit von Josephine Baker J’ai deux amours (Two Loves Have I) im Discosound der späten 1970er.

### Privates
Von 1972 bis 1975 war sie mit William Lancelot Bowles Jr. verheiratet. 1973 kam der gemeinsame Sohn Billy Bowles zur Welt. 1978 heiratete Rashād Victor Willis, ein Mitglied der damals erfolgreichen Musikgruppe The Village People (1977). Wegen Willis’ Drogenproblemen wurde die Ehe 1980 wieder geschieden. Von 1985 bis 2001 war sie mit Ahmad Rashād (spielte Larry Braddock in Space Jam) verheiratet, der ihr während der Halbzeit eines Footballspiels live im Fernsehen einen Heiratsantrag machte. 1986 wurde Tochter Condola Phylea Rashād geboren.

## Filmografie (Auswahl)
- 1984: Liebe, Lüge, Leidenschaft (One Life to Life, Seifenoper)
- 1984–1992: Die Bill Cosby Show (The Cosby Show, Fernsehserie, 195 Episoden)
- 1987: Onkel Toms Hütte (Uncle Tom’s Cabin, Fernsehfilm)
- 1989: Heißes Pflaster New Orleans (False Witness)
- 1989: Polly
- 1991: Mitgefangen – Mitgehangen (Jailbirds)
- 1993: Zu viel Liebe – Davids Mutter (David’s Mother)
- 1995: Vermächtnis des Bösen (Legacy of Evil)
- 1996: Teuflische Versuchung (The Babysitter’s Seduction)
- 1996–2000: Cosby (Fernsehserie, 92 Episoden)
- 1999: Ein besseres Leben (Free for Eden)
- 2001: Mord ist ihr Hobby – Der letzte freie Mann (Murder, She Wrote: The Last Free Man, Fernsehfilm)
- 2007: Alle hassen Chris (Fernsehserie, Episode 3x10)
- 2007–2014: Psych (Fernsehserie, 3 Episoden)
- 2008: A Raisin in the Sun (Fernsehfilm)
- 2010: Just Wright – In diesem Spiel zählt jeder Treffer (Just Wright)
- 2010: For Colored Girls
- 2012–2013: The Cleveland Show (Fernsehserie, 4 Episoden, Stimme von Dee Dee Tubbs)
- 2013: Do No Harm (Fernsehserie, 12 Episoden)
- 2015: Creed – Rocky’s Legacy (Creed)
- 2016–2018: Empire (Fernsehserie, 16 Episoden)
- 2016–2017: Jean-Claude Van Johnson (Fernsehserie)
- 2017: When We Rise (Fernsehserie, 2 Episoden)
- 2018: Creed II – Rocky’s Legacy (Creed II)
- 2019: This Is Us – Das ist Leben (This Is Us, Fernsehserie)
- 2020: A Fall from Grace
- 2020: Soul (Stimme von Libba)
- 2020: Black Box
- 2020: Jingle Jangle Journey: Abenteuerliche Weihnachten! (Jingle Jangle: A Christmas Journey)
- 2021: Grey’s Anatomy (Fernsehserie, Episode 17x12)
- 2022: The Good Fight (Fernsehserie, 4 Episoden)
- 2023: Creed III – Rocky’s Legacy (Creed III)
- 2023: Our Son
- 2024: The Beekeeper

2025: The Gilded Age (Staffel 3, Mrs. Kirkland) 

## Auszeichnungen
- 1985: Emmy-Nominierung
- 1986: Emmy-Nominierung
- 1997: Image-Award-Auszeichnung
- 1998: Image-Award-Nominierung
- 2004: Tony-Award-Auszeichnung
- 2005: Tony-Award-Nominierung
- 2008: Emmy-Nominierung

2017 wurde sie in die Academy of Motion Picture Arts and Sciences (AMPAS) aufgenommen, die jährlich die Oscars vergibt.